# Iwan Nikolajewitsch Wesselowski
Iwan Nikolajewitsch Wesselowski, russisch Иван Николаевич Веселовский  (* 26. November 1892 in Moskau; † 24. Juni 1977 ebenda) war ein russischer Ingenieur und Wissenschaftshistoriker.
Wesselowski brillierte als Schüler am Klassischen Gymnasium in Moskau und studierte Mathematik und Physik an der Lomonossow-Universität. Er war ein Schüler von Nikolai Jegorowitsch Schukowski und schrieb seine Diplomarbeit über Aerodynamik. Nach dem Studienabschluss arbeitete er unter Schukowski als Ingenieur am ZAGI. Anfang der 1920er Jahre arbeitete er für die Kommission für Elektrifizierung und das staatliche Planungsbüro. Ab 1921 lehrte er Mechanik an der Moskauer Technischen Hochschule, an der er 1951 zum Professor ernannt wurde.
Außerdem befasste er sich mit Geschichte von Mathematik, Astronomie und Mechanik. Als Mathematikhistoriker befasste er sich mit der Mathematik im antiken Griechenland und Babylonien. Er gab russische Übersetzungen von Archimedes (1962), Diophantos von Alexandria (1974) und Claudius Ptolemäus (Almagest), Euklid, Aristarchos von Samos, Heron von Alexandria, Jordanus Nemorarius und Gaspard Gustave de Coriolis (Billardspiel) heraus.